# عبد اللطيف الدليشي الخالدي
عبد اللطيف الدليشي الخالدي ولد في محافظة البصرة في قرية حمدان في جنوب العراق، (1910 - 30 أيلول 1995)، وهو شاعر ومؤرخ عراقي يعد شاعراً مميزاً بالإضافة إلى كونه مؤرخ حصل على وسام المؤرخ العربي عن كتابه محمد امين الشنقيطي في القرن العشرين، كما لديه كتب في فن الفلكلور العراقي بالإضافة إلى انه مؤلف وكاتب قصصي.

## تاريخه
وُلد عبد اللطيف الدليشي في قرية حمدان، وهي قرية صغيرة تابعة لقضاء أبي الخصيب في محافظة البصرة، ولقد كانت قرية حمدان موطن العلم ومجالس العبادة ولذلك اختارها الشيخ محمد الدليشي (الذي توفي عام 1873م في قرية حمدان) وهو جد الاديب عبد اللطيف الدليشي مقرا له حيث كانت فيها تكيته التي بناها في قرية حمدان وكان يؤمها العديد من رجال العلم والادب والدين وتقام فيها الاذكار والمواليد النبوية، وبعد ان اكمل الشاعر الاديب دراسته الثانويه التحق بكلية دار العلوم الدينية في بغداد وتخرج بها سنة 1932م، بدرجة امتياز ومارس التدريس ثم أصبح مديرا لاوقاف المنطقة الجنوبية ثم ترقى إلى مدير عام التفتيش والتدقيق في وزارة الأوقاف في بغداد، حتى طلب أحالته على التقاعد حيث تفرغ تماما للبحث والتأليف. ولقد توفي في سنة 1995 في بغداد.

## انجازاته ونشاطاته
وكان عضوا في اتحاد الادباء في بغداد وعضوا في اتحاد المؤرخين العرب. وحاز على وسام اتحاد المؤرخين العرب.
انضم إلى الصف القومي في نشاطه السياسي، كما نشط في الندوات التي ينظمها المجمع العلمي العراقي، وكذا ندوات جمعية المؤلفين والكتاب العراقيين.

## حديث المؤرخ الأثري عنه
العالم والشاعر محمد بهجت الاثري تحدث عن الاديب والمؤرخ الدليشي وشعره في مقدمة ديوان البراعم فقال/(الدليشي شاعرا بطبيعته ووجدانه ولسانه. وشعره شعر الفطرة الحرة المطبوعة المرهفة الإحساس، والناشدة للحق والخير والجمال، ترى فيه صورته النفسية والشعورية والثقافية واضحة شديدة الوضوح، مشاعره الإنسانية والوطنية وهي بالغة الصفاء والوفاء والإخلاص في كل مجالاته من حب للإنسانية وتناوله لقضايا اخلاقية واجتماعية ووطنية وسياسية تبدو فيها سمات نفسه الصافية وحبه الصادق الوفي لامته ودينه ولغته ووطنه، وبارادته الخير للإنسانية جمعاء وتبدو في رقته وحنوه على الطفولة في قصيدة (الطفل العربي) وتمتد رقته في مشاعره لتشمل كل مايراه حوله ويرق له ويعطف عليه...فهو يرق للفراشة وهي ترف فوق ازهار الربا، ويرق لمسقط راسه ويتغنى به على امتداد ايامه، يحن اليه ويذكر جماله ورغد العيش فيه وملاعبه المحببة الذكريات ومجالسه وكذلك احب الوطن كله وناسه كلهم، اشاد بالبصرة الفيحاء ذات المجد العلمي العربي الإسلامي العريق، وتغنى بها وبشط العرب الرائع الساحر الحسن، وتغنى بمدينة السلام بغداد حاضرة الدنيا في عصرها الذهبي التي بلغ عمرانها من الجمال وانسانها من الكمال والجلال.

## الإنتاج الشعري
يتميز شعر الدليشي بجدة الأفكار وتنوعها وحيوية الصورة ومتانة اللغة. وكان عبد اللطيف الدليشي شاعرا وناقدا ادبيا ضليعا.
للشاعر عدة دواوين مخطوطه منها
- ديوان البراعم الذي كتب مقدمته العالم الجليل محمد بهجت الاثري.
- ديوان على شاطئ الحياة (رباعيات مخطوط)
- ديوان (أوراق الخريف).
- وله قصائد كثيرة القاها في مناسبات دينية ووطنية أو منشورة في صحف ومجلات عديدة.

## أعماله الادبية الأخرى
- (غرام الريف) مجموعة قصص قصيرة - بغداد 1945، والقرية المهجوره، وبنت المرابي - رواية تمثيلية، و«جاءوا لبغداد» قصة مترجمة عن الإنجليزية وكما قام بترجمة كتاب «جزيرة الذهب أول من اكتشفها العرب» للرحالة الأمريكي «مابيل كوك كول» - البصرة 1952،
- (استقلال الجزائر) - مسرحية نثرية - بغداد 1958.
- (الألعاب الشعبية في البصرة) - صدر بجزئين في بغداد 1968.
- (الأمثال الشعبية في البصرة) - جمع وشرح - صدر بجزئين في بغداد 1968 والجزء الثالث لايزال مخطوطا.
- (من أعلام الفكر الإسلامي في البصرة/الشيخ محمد أمين الشنقيطي) - وزارة الأوقاف - بغداد 1981.
- (تاريخ البصرة) /مخطوط
- (تاريخ الاماجد من بني خالد)/ مخطوط.
- البراعم (ديوان شعر مخطوط )

## عناوين القصائد

### بغداد في معترك الصراع سنة 1976 م
بغداد يادوحة الإسلام والعرب ِ.......ويامنار الهدى في عصرِها الذهبي
ويالواء المعالي في مسيرتها..............وياسناءً سما عن فجر مُرتَقَبِ
ياشمس معرفة طمَّت على أفق ٍ.......بضوئها فاختفت وضَّاءةُ الشُهُبِ
وياحضارة عصر في تدفقها.ماجت على الأرض في فيضِ الهُدى العجب
ياكعبة العلم كم طافت بها أُممٌ...............مبهورةٌ برواق العلم والادب ِ
ياقلعة الأُسْدْ مامرّت بها نُوَبٌ..................الا وعفّت على وزّارة النُوَب ِ

### في وادي شقلاوه
نقّل الطرف بين هذي الجبال ِ........وتأملْ سرّ الهوى والجمالِ
واستجب للخيال داعي وحي....رنّ فيه صدى العصور الخوالي
واغنم العيش خلسة في ربوع...........تتحدى الزمان بالاجلالِ
بين وادي شقلاوة ورباها.............تتسامى الحياةُ نحو الخيالِ
فيها للنهار ِ طلعةُ أُنس ٍ.................وبها للنعيم ِ أُنس الليالي

### القرية المهجوره حمدان
القرية المهجوره حمدان وهي قرية الشاعر في مسقط رأسه وملاعبه المحببة الذكريات وتاريخ الاباء والأهل والاجداد. 
حمدان أين التقى والزهد واضحة..….اثارُهُ، حيثُ تتلى الأيُ والسُّور.؟
وأين عبّادك الابرار في غلسٍ……….يسرون، والليل بالظلماء معتكر.؟
فتكاد تعرفهم في وقع خطوهمُ……من خشية الله، ماساروا وماخطروا
حمدان أين بنوك الانجم الزهر…...….ومن بهم تُضرب الامثال والسيَّرُ
جحاجحٌ عرفوا في كل مكرمة…….فالبأس والجود أخلاق بها اشتهروا
والعلم والدين أقصى مابه عرفوا….….والزهد والحلم أزكى مابه ظهرو

### مولد كان للحياة ابتداء
هبطَ الوحيُ بالروائعِ تجلو داجيـات ِالشكـوكِ للمرتـاب ِ
بالكتاب ِالذي تخـِرُّ اليـه ِخارقـات ِالعقـول ِبالانكبـاب ِ
مُعجزٌ تُعرَضُ العقولُ عليه ِفهـو مقيـاسُ قـدرةُ الألباب ِ
ليسَ يمضي عليه ِ دهرٌ فيودي بجديد ٍ مـن السِمات ِالعـذاب ِ
يتحدى الزمان َ وهو حفيٌ بمقـام ِالهـدايـة ِالمجـتاب ِ
يتحدى الأجيالَ من كلِّ عات ٍأغلق الجهلُ دونَهُ كلَّ باب ِ

### في ذكرى الحسين
ذكرى أجلُّ من الزمان ِ وأفخمُ……….وأشدُّ من وقع الحسام وأعظمُ
يتعثرُّ التاريخُ في أحداثها……..……..والمظلماتُ من الحوادث توصِمُ
أفق يظل به الشروق مكدراً…….……….وعليه اشباح الظلام تحوِّمُ
جُرحٌ به الإسلام أصمي جازعاً……………….وأثامة من وقعها يتبرم
شؤم به انتكس الزمان وزُلزلت……ارض الهدى، والدهر أعمى أبكم
ومدامع تجري فيلتهب الصفا………………من حرها، ومحاجرٌ تتورم
وإذا الخلافة للقوي تملكٌ……….…….………ووراثة لولاة عهدٍ تُبرمُ
وإذا البريد على البريد ليثربٍ………يسعى، ويشهده الحطيم وزمزمُ
أملى رجال بالعراق ولاءهم..………..لابن الرسول فبايعوه وأقسموا
وتواترت كتب الدعاة حثيثةً……....…تستنهض السبط الكريم وتزعمُ

### الرسول الكريم
تليت هذه القصيدة في جامع السيف في البصرة عام 1958م، وقد وقفت زمرة من الفوضويين في بهو الجامع للتشويش على الحفل والأرهاب.

## وصلات خارجية
- القرأن الكريم - سورة الفاتحة - بصوت الاديب والمؤرخ العراقي عبد اللطيف الدليشي. على يوتيوب